# Новые Саратены
Новые Саратены (рум. Sărătenii Noi, Сэрэтений Ной) — село в Теленештском районе Молдавии. Наряду с сёлами Ратуш, Мындра, Заиканы и Новые Заиканы входит в состав коммуны Ратуш.

## География
Село расположено на высоте 203 метров над уровнем моря.

## Население
По данным переписи населения 2004 года, в селе Сэрэтений Ной проживает 292 человека (138 мужчин, 154 женщины).
Этнический состав села:
| Национальность | Число жителей | Процентный состав |
| -------------- | ------------- | ----------------- |
| молдаване      | 288           | 98.63             |
| украинцы       | 3             | 1.03              |
| прочие         | 1             | 0.34              |
| Всего          | 292           | 100%              |